# Desa Langkap (administrativ by i Indonesien, Jawa Timur, lat -7,75, long 113,69)
Desa Langkap är en administrativ by i Indonesien.   Den ligger i provinsen Jawa Timur, i den västra delen av landet, 800 km öster om huvudstaden Jakarta.